# 500 mil Indianapolis

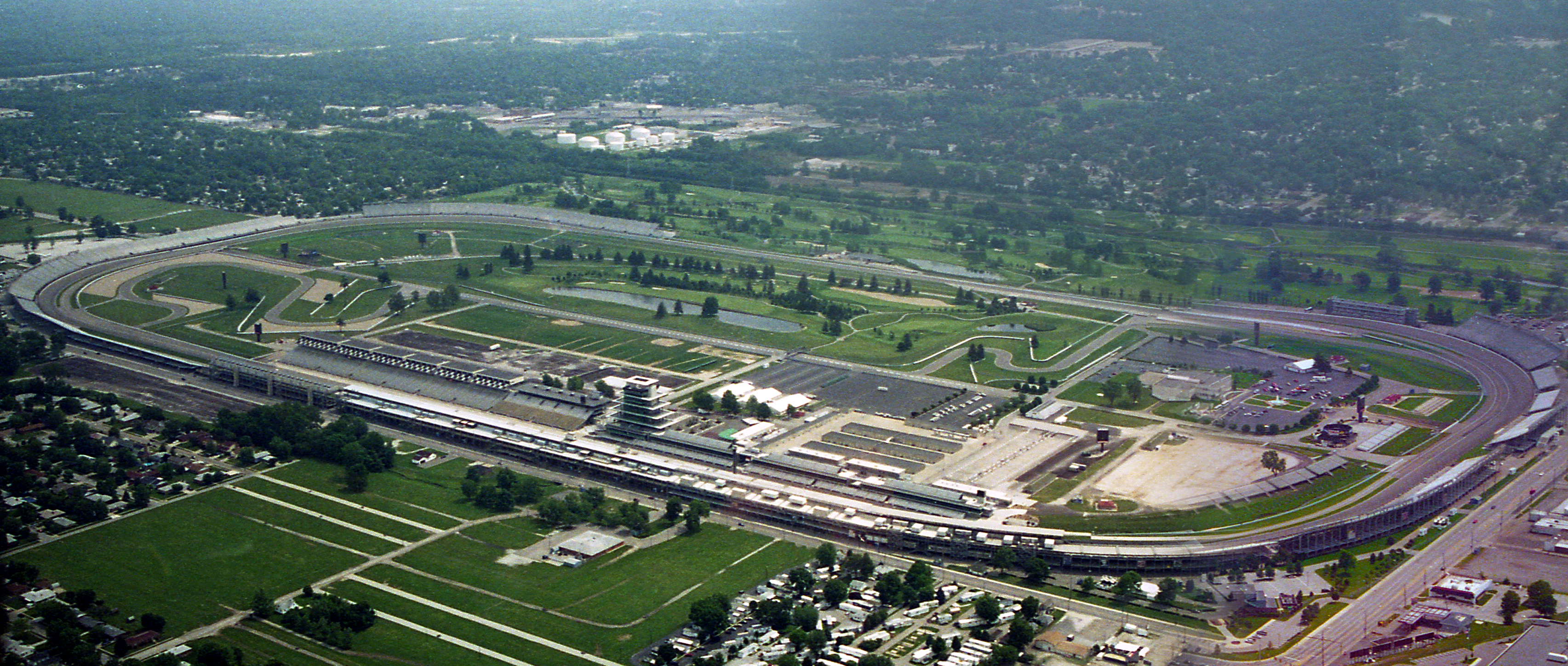
Okruh

500 mil Indianapolis (Indianapolis 500-mile race či Indy 500) je závod seriálu IndyCar konaný v Indianapolis Motor Speedway v Indianapolis. Jede se každý poslední květnový víkend na 200 kol po 2,5 míli (celkem asi 805 km). V letech 1950 až 1960 byl součástí seriálu Formule 1.

## Vítězové 500 mil Indianapolis
| Rok  | Jezdec                  |
| ---- | ----------------------- |
| 1911 | Ray Harroun             |
| 1912 | Joe Dawson              |
| 1913 | Jules Goux              |
| 1914 | René Thomas             |
| 1915 | Ralph DePalma           |
| 1916 | Dario Resta             |
| 1919 | Howard Wilcox           |
| 1920 | Gaston Chevrolet        |
| 1921 | Tommy Milton            |
| 1922 | Jimmy Murphy            |
| 1923 | Tommy Milton            |
| 1924 | L.L. Corum, Joe Boyer   |
| 1925 | Peter DePaolo           |
| 1926 | Frank Lockhart          |
| 1927 | George Souders          |
| 1928 | Louis Meyer             |
| 1929 | Ray Keech               |
| 1930 | Billy Arnold            |
| 1931 | Louis Schneider         |
| 1932 | Fred Frame              |
| 1933 | Louis Meyer             |
| 1934 | Bill Cummings           |
| 1935 | Kelly Petillo           |
| 1936 | Louis Meyer             |
| 1937 | Wilbur Shaw             |
| 1938 | Floyd Roberts           |
| 1939 | Wilbur Shaw             |
| 1940 | Wilbur Shaw             |
| 1941 | Floyd Davis, Mauri Rose |
| 1946 | George Robson           |
| 1947 | Mauri Rose              |
| 1948 | Mauri Rose              |
| 1949 | Bill Holland            |
| 1950 | Johnnie Parsons         |
| 1951 | Lee Wallard             |
| 1952 | Troy Ruttman            |
| 1953 | Bill Vukovich           |
| 1954 | Bill Vukovich           |
| 1955 | Bob Sweikert            |
| 1956 | Pat Flaherty            |
| 1957 | Sam Hanks               |
| 1958 | Jim Bryan               |
| 1959 | Rodger Ward             |
| 1960 | Jim Rathmann            |
| 1961 | A.J. Foyt               |
| 1962 | Rodger Ward             |
| 1963 | Parnelli Jones          |
| 1964 | A.J. Foyt               |
| 1965 | Jim Clark               |
| 1966 | Graham Hill             |
| 1967 | A.J. Foyt               |
| 1968 | Bobby Unser             |
| 1969 | Mario Andretti          |
| 1970 | Al Unser                |
| 1971 | Al Unser                |
| 1972 | Mark Donohue            |
| 1973 | Gordon Johncock         |
| 1974 | Johnny Rutherford       |
| 1975 | Bobby Unser             |
| 1976 | Johnny Rutherford       |
| 1977 | A.J. Foyt               |
| 1978 | Al Unser                |
| 1979 | Rick Mears              |
| 1980 | Johnny Rutherford       |
| 1981 | Bobby Unser             |
| 1982 | Gordon Johncock         |
| 1983 | Tom Sneva               |
| 1984 | Rick Mears              |
| 1985 | Danny Sullivan          |
| 1986 | Bobby Rahal             |
| 1987 | Al Unser                |
| 1988 | Rick Mears              |
| 1989 | Emerson Fittipaldi      |
| 1990 | Arie Luyendyk           |
| 1991 | Rick Mears              |
| 1992 | Al Unser, Jr.           |
| 1993 | Emerson Fittipaldi      |
| 1994 | Al Unser, Jr.           |
| 1995 | Jacques Villeneuve      |
| 1996 | Buddy Lazier            |
| 1997 | Arie Luyendyk           |
| 1998 | Eddie Cheever Jr.       |
| 1999 | Kenny Brack             |
| 2000 | Juan Pablo Montoya      |
| 2001 | Helio Castroneves       |
| 2002 | Helio Castroneves       |
| 2003 | Gil de Ferran           |
| 2004 | Buddy Rice              |
| 2005 | Dan Wheldon             |
| 2006 | Sam Hornish Jr.         |
| 2007 | Dario Franchitti        |
| 2008 | Scott Dixon             |
| 2009 | Helio Castroneves       |
| 2010 | Dario Franchitti        |
| 2011 | Dan Wheldon             |
| 2012 | Dario Franchitti        |
| 2013 | Tony Kanaan             |
| 2014 | Ryan Hunter-Reay        |
| 2015 | Juan Pablo Montoya      |
| 2016 | Alexander Rossi         |
| 2017 | Takuma Sató             |
| 2018 | Will Power              |
| 2019 | Simon Pagenaud          |
| 2020 | Takuma Sató             |
| 2021 | Helio Castroneves       |
| 2022 | Marcus Ericsson         |
| 2023 | Josef Newgarden         |
| 2024 | Josef Newgarden         |
| 2025 | Álex Palou              |